# Casciana Terme
Casciana Terme és un antic municipi situat al territori de la província de Pisa, a la regió de la Toscana, (Itàlia).
Casciana Terme limitava amb els municipis de Chianni, Lari, Lorenzana, Santa Luce i Terricciola.
L'1 de gener 2014 es va fusionar amb el municipi de Lari creant així el nou municipi de Casciana Terme Lari, del qual actualment és una frazione.